# Inhambane (provincie)
Inhambane is een zuidelijk gelegen provincie van Mozambique. De provincie heeft een oppervlakte van een kleine 69.000 vierkante kilometer en had in 1997 meer dan 1,1 miljoen inwoners. De provincie is vernoemd naar diens hoofdstad Inhambane. Het gebied Inhambane werd in 1954 gecreëerd toen het als district werd afgesplitst bij de opdeling van het toenmalige district Sul do Save.

## Grenzen
De provincie heeft een kustlijn:
- Aan het Kanaal van Mozambique in het oosten en het zuidoosten.

Inhambane grenst verder aan drie andere provincies van Mozambique:
- Manica ten noordwesten
- Sofala ten noordoosten.
- Gaza ten westen.

## Districten
De provincie is verder verdeeld in twaalf districten:
- Funhalouro
- Govuro
- Homoine
- Inharrime
- Inhassoro
- Jangamo

- Mabote
- Massinga
- Morrumbene
- Panda
- Vilanculos
- Zavala

Cabo Delgado · Gaza · Inhambane · Manica · Maputo · Nampula · Niassa · Sofala · Tete · Zambezia · Maputo (stad)